# Spermophilus brevicauda
Spermophilus brevicauda este o specie de rozătoare din familia Sciuridae. Se găsește în estul Kazahstanului și în jumătatea de nord a regiunii Xinjiang din China.
În 2007 a fost desfășurată o revizuire a genului, ceea ce a ajutat la a răspunde întrebării dacă specia ar trebui sau nu considerată subspecie a speciei Spermophilus erythrogenys. O filogenie bazată pe date despre secvență moleculară a determinat că S. brevicauda este o specie diferită de S. erythrogenys și de alte două specii asemănătoare din același gen, S. pallidicauda și S. alashanicus.

## Descriere
Spermophilus brevicauda este mai mică decât majoritatea speciilor din genul Spermophilus, având o lungime de 165 până la 210 mm și o coadă scurtă cam de 30 până la 50 mm și cântărind până la 440 de grame. Culoarea sa este brună-ocru cu pete distinctive de culoare mai deschisă. Labele picioarelor din spate sunt rufescente, la fel cum este și coada, și fiecare are lungimea de 29 până la 38 mm. Totuși, în unele părți ale arealului coada este gălbenie. Cea mai mare lungime a craniului este de 42 până la 47 mm, iar urechile măsoară fiecare 5–9 mm în lungime. Există zone mai pale în jurul ochilor, cu porțiuni de culoarea ruginii situate deasupra și dedesubt.

## Răspândire și habitat
Spermophilus brevicauda se găsește în nordul provinciei Xinjiang din China și în Kazahstan. Este alopatrică cu speciile Spermophilus alashanicus și Spermophilus pallidicauda. Este posibil ca habitatul său să fie alcătuit din stepe uscate și tufării semideșertice.

## Biologie
Spermophilus brevicauda trăiește singură sau în grup, în galerii unde hibernează în timpul iernii și trece prin estivație în timpul căldurii excesive a verii. Intrarea vizuinii este adeseori situată la baza unui arbust. Dieta sa include lăstari tineri de la anumiți arbuști, bulbi și tuberculi. Spre deosebire de alte specii cu care este înrudită, Spermophilus brevicauda stă rareori în poziție verticală pe cele două picioare din spate și urletul său de alarmă este un chițăit tăcut.

## Stare de conservare
Spermophilus brevicauda are o răspândire largă și se presupune că populația acesteia este mare. Nu se știe dacă populația sa este în creștere sau în scădere, dar este improbabil să scadă într-un ritm suficient de rapid pentru a justifica includerea speciei într-o categorie amenințată. Nu au fost identificate amenințări majore pentru această specie și nu este știut dacă arealul său cuprinde arii protejate. Uniunea Internațională pentru Conservarea Naturii a clasificat-o drept specie neamenințată cu dispariția.